# Najbolje
Najbolje je kompilacija hitova prva tri studijska albuma kršćanskog rock sastava Glasnici nade. Na albumu se nalazi i pjesma "Glasnici nade", pobjednica festivala hrvatske popularne kršćanske glazbe, Uskrs festa 2000.

## Popis pjesama
1. "Uvod (Njemu u spomen)"
2. "Gradska priča s dna"
3. "Glasnikova molitva"
4. "Te Deum"
5. "Glasniku goleme nade"
6. "U mojim snovima"
7. "Riječi"
8. "Isti smo mi"
9. "Njoj"
10. "Tek da znaš"
11. "Još te volim, moja draga"
12. "Ave Maria"
13. "Mami"
14. "Priča bez kraja"
15. "Dođi Kraljevstvo Tvoje"
16. "U onaj dan"
17. "Nikad ne reci nikad" (uživo)
18. "Glasnici nade" (uživo)